# Dioscorea polyclados
Dioscorea polyclados är en enhjärtbladig växtart som beskrevs av Joseph Dalton Hooker. Dioscorea polyclados ingår i släktet Dioscorea och familjen Dioscoreaceae. Inga underarter finns listade i Catalogue of Life.